# Терел Хилс (Тексас)
Терел Хилс (енгл. Terrell Hills) град је у америчкој савезној држави Тексас. По попису становништва из 2010. у њему је живело 4.878 становника.

## Демографија
Према попису становништва из 2010. у граду је живело 4.878 становника, што је 141 (2,8%) становника мање него 2000. године.
| Група             | 2000.         | 2010.         |
| Белци             | 4.355 (86,8%) | 3.963 (81,2%) |
| Афроамериканци    | 26 (0,5%)     | 27 (0,6%)     |
| Азијати           | 11 (0,2%)     | 51 (1,0%)     |
| Хиспаноамериканци | 586 (11,7%)   | 757 (15,5%)   |
| Укупно            | 5.019         | 4.878         |